# هجوم شمال غرب سوريا (ديسمبر 2019–مارس 2020)
الهجوم في شمال غرب سوريا ، والذي يحمل الاسم «فجر إدلب 2» ، هو عملية عسكرية شنتها الحكومة السورية وروسيا وإيران وحزب الله وميليشيات أخرى متحالفة ضد المعارضة السورية للحكومة المؤقتة وحكومة الخلاص السورية (هيئة تحرير الشام)  القوات في إدلب والمحافظات المحيطة بها خلال الحرب الأهلية السورية. بدأ الهجوم في 19 ديسمبر 2019. خلف الهجوم نزوح 980,000 مدني من مناطق المعارضة نتيجة تقدم الحكومة السورية. طوقت القوات الموالية للحكومة عدة مراكز مراقبة تركية بحلول فبراير. وفي الوقت نفسه، أنشأت القوات المسلحة التركية عدة مراكز مراقبة جديدة في المنطقة.